# Saurgebirge
Das Saurgebirge (russisch Саур) ist ein Gebirgszug in Zentralasien entlang der Grenze zwischen Kasachstan und der Volksrepublik China.
Das Gebirge befindet sich südöstlich des Saissansees und verläuft in Ost-West-Richtung entlang der Grenze zwischen Ostkasachstan und Xinjiang. Das Gebirge hat eine Längsausdehnung von 140 km. Am östlichen Ende der Bergkette befindet sich der Ulungursee. Das Tarbagataigebirge bildet eine westliche Fortsetzung des Saurgebirges. Höchster Gipfel des Saurgebirges ist der Mustau mit einer Höhe von 3816 m.
Im Gebirge treten neben vulkanischen Ablagerungen auch Granitoide, ferner Schiefer, Kalkstein, Sandstein auf. Auf den Gebirgskämmen kommen Bergwiesen als auch typische sibirische bewuchslose Anhöhen vor. Ein Teil des Saurgebirges ist vergletschert. Die Gletscherfläche beträgt 16,6 km².
Die Nordflanke hat den Charakter einer Mittelgebirgslandschaft. Dort kommen Wälder mit Sibirischen Lärchen sowie Schrenks Fichten und Sibirischen Tannen vor.
Die tieferen Lagen und die Südflanke des Saurgebirges sind von einer Steppen- und Heidelandschaft gekennzeichnet.
Kohlevorkommen und Ölschieferlagerstätten wurden im Saurgebirge gefunden.